# 小口白甲鱼
小口白甲鱼（学名：Onychostoma lini）为輻鰭魚綱鯉形目鲤科白甲鱼属的鱼类。在中国，分布于两广的珠江水系外、还有湖南的沅光水系等，本魚體細長而側扁，尾柄較細，吻鈍，口下位，下頷邊緣具角質薄鋒，具觸鬚2對，體被中圓鱗，體側鱗片具新月形黑斑，側線完整，側線鱗46枚，背鰭邊緣內凹，末端不分枝鰭條為粗壯硬刺，後緣具鋸齒，尾鰭深分叉，體色銀白色，背部淺灰色，體長可達26.3公分，棲息在底中層水域，生活習性不明，為經濟性食用魚。该物种的模式产地在广西阳朔。

## 扩展阅读
維基物種上的相關：小口白甲鱼